# الرب على الصخور (رواية)
الرب على الصخور (بالإنجليزية: God on the Rocks)‏ هي رواية للكاتبة الإنجليزية جين غاردام، نشرت عام 1978، عن دار نشر في المملكة المتحدة.